# Adrian Cosma
Adrian Cosma, född 5 juni 1950 i Bukarest, död 1996, var en rumänsk handbollsspelare.
Cosma var med och tog OS-brons 1972 i München, OS-silver 1976 i Montréal och OS-brons 1980 i Moskva.